# Fallon Henley
Theresa Schuessler (Chelsea, Míchigan; 25 de septiembre de 1994) es una luchadora profesional estadounidense. Actualmente trabaja para la empresa WWE, donde se presenta en la marca NXT. 
Entre sus logros, destaca un reinado y haber sido la luchadora inaugural del Campeonato Norteamericano Femenino de NXT, y un reinado como Campeona Femenina en Parejas de NXT junto a Kiana James.
Dentro de su carrera en el circuito independiente, fue conocida como Tesha Price.

## Carrera

### Circuito independiente (2017-2021)
Hizo su debut en el ring el 24 de junio de 2017 bajo el nombre de Tesha Price. El 16 de diciembre de 2017, hizo su debut en SHINE en SHINE 47, compitiendo en una batalla real para determinar el contendiente número 1 para el Campeonato SHINE, que ganó Rain. Más tarde esa noche, también compitió en una lucha de 4 vías contra Dynamite DiDi, Kikyo y Robyn Reid, que sería ganada por DiDi.
Apareció en el episodio del 25 de julio de NXT bajo el nombre de Tenilla Price, perdiendo ante Lacey Evans. El 8 de agosto, ahora de nuevo con el nombre de Tesha Price, perdió ante Britt Baker en un dark match celebrado durante el segundo Mae Young Classic anual.
Hizo su debut en All Elite Wrestling en el episodio del 6 de noviembre de 2020 de AEW Dark en un combate contra Big Swole, que perdió. Hizo su debut en Dynamite el 9 de diciembre, donde perdió ante Abadon.

### WWE (2021-presente)
Regresó a WWE en 2021, bajo el nombre de Fallon Henley, en NXT, durante la invitación de Joe Gacy para los luchadores de NXT, y se enfrentó a Gacy esa noche, antes de ser interrumpida por Diamond Mine. Debutó en 205 Live emitido el 17 de diciembre, haciendo equipo con Erica Yan siendo derrotadas por The Latin Américan Connection (Valentina Feroz & Yulisa Leon) y a la siguiente semana en 205 Live emitido el 24 de diciembre, fue derrotada por Ivy Nile.
En el primer episodio de NXT Level Up emitido el 18 de febrero de 2022, junto a Kayla Inlay fueron derrotadas por Ivy Nile & Tatum Paxley.
A partir de un segmento en NXT Vengeance Day, en el que atendió a Josh Briggs & Brooks Jensen en un bar, comenzaría a ser una aliada del dúo. En Roadblock, derrotó a Tiffany Stratton, ya que durante el combate Sarray interfirió a su favor. En NXT 2.0 del 22 de marzo, fue derrotada por Elektra Lopéz. En NXT Level Up emitido el 22 de abril, derrotó a Thea Hail. En Spring Breakin', mediante un vídeo promocional se anunciaba como participante del primer NXT Women's BreakOut Tournament. La siguiente semana en NXT 2.0, derrotó a Sloane Jacobs en la Primera Ronda del NXT Women's BreakOut Tournament, avanzando a la Semifinal. En NXT 2.0, fue derrotada por Tiffany Stratton en la Semifinal del NXT Women's BreakOut Tournament, a la siguiente semana en el NXT Level Up emitido el 3 de junio, derrotó a Brooklyn Brawler.
En NXT New Year's Evil, participó en la 20-Women's Battle Royal por una oportunidad al Campeonato Femenino de NXT de Roxanne Perez en NXT Vengeance Day, sin embargo fue eliminada por Alba Fyre. Henley empezaría a unir fuerzas con Kiana James al esta empezar involucrarse sentimentalmente con su amigo Brooks Jensen. Ante esto, hicieron equipo derrotando en el episodio de NXT el 24 de enero de 2023 a Ivy Nile & Tatum Paxley a lo que esto, obtuvieran una oportunidad por los campeonatos en pareja. El 4 de febrero de 2023 en NXT Vengeance Day Henley & Kiana James derrotaron a Katana Chance & Kayden Carter para ganar los Campeonatos Femeniles en Pareja de NXT. El 1 de abril en el evento Stand & Deliver, Henley y James perdieron sus campeonatos ante Alba Fyre y Isla Dawn, terminando su reinado con 56 días.
En NXT Level Up emitido el 11 de agosto, derrotó a Izzi Dame. En NXT Level Up emitido el 21 de octubre, derrotó a Lash Legend. Más tarde, Henley formaría una alianza con Jacy Jayne y Jazmyn Nyx formándose así, “Fatal Influence”.

## Campeonatos y logros
- WWE
  - NXT Women's Tag Team Championship (1 vez) - con Kiana James
  - NXT Women's North American Championship (1 vez)